# María Tello
Pour les articles homonymes, voir Tello.
María Tello Balmaseda née le 18 février 2001, est une joueuse espagnole de hockey sur gazon. Elle évolue au poste de gardien de but au Club de Campo et avec l'équipe nationale espagnole.

## Biographie
María est la sœur de Álvaro Tello, également international espagnol.

## Carrière
Elle a fait ses débuts le 14 mai 2022 contre l'Argentine à Valence lors de la Ligue professionnelle 2021-2022.